# Deutsche Kinemathek
Le Deutsche Kinemathek - Museum für Film und Fernsehen (Musée du film et de la télévision) est une cinémathèque allemande, située à Berlin, qui contribue de manière significative à la préservation et à la communication du patrimoine cinématographique allemand et international.
Avec le déménagement au Filmhaus de la Potsdamer Platz, la Deutsche Kinemathek a ouvert le Filmmuseum Berlin en septembre 2000, auquel le département de la télévision était affilié en 2006. Il a été renommé Deutsche Kinemathek - Musée du film et de la télévision. Depuis lors, une partie des fonds d'archives a été exposée dans l'exposition permanente de cinéma et de télévision et dans des expositions temporaires au Musée du film et de la télévision de la Deutsche Kinemathek.

## Histoire

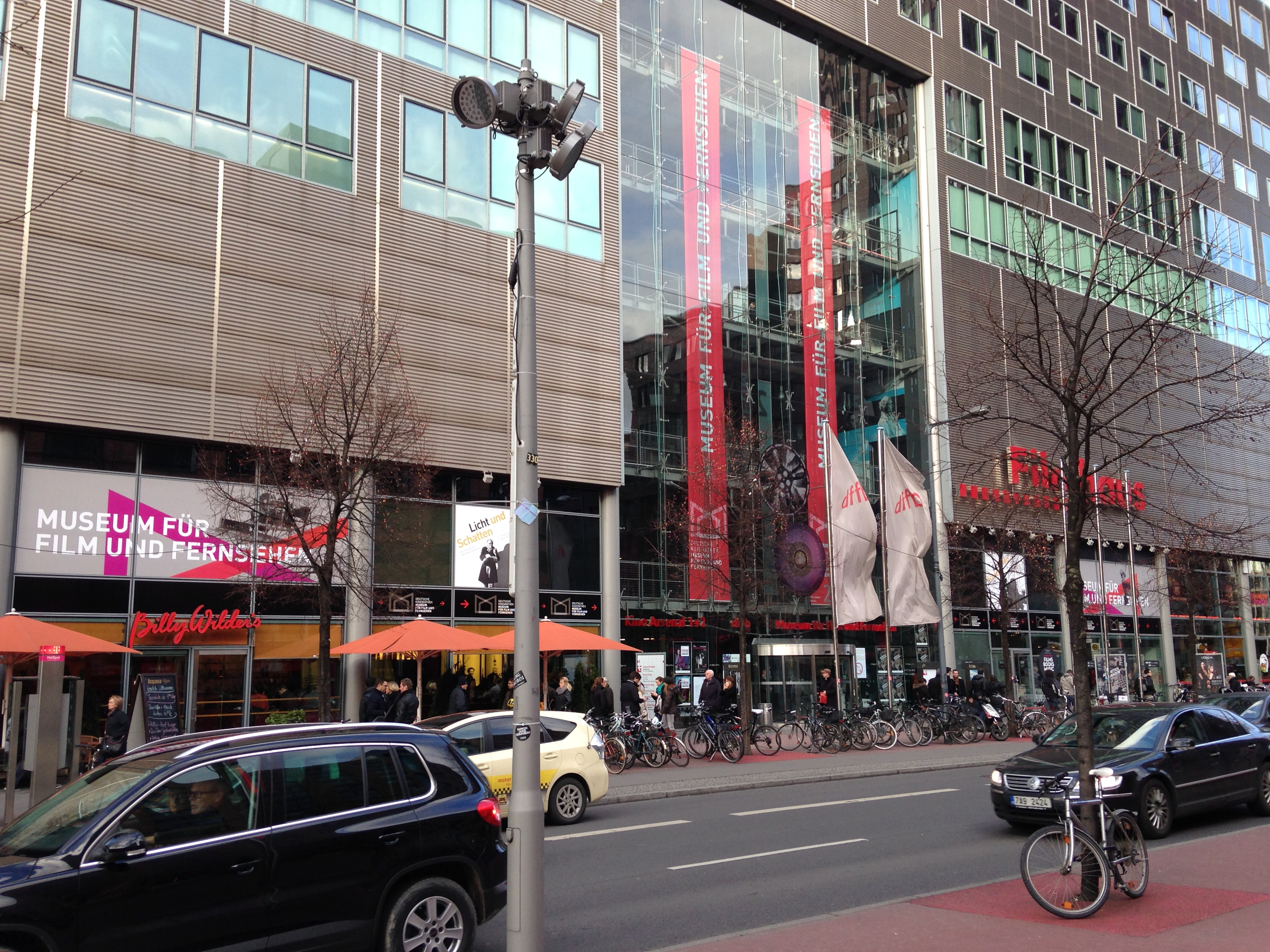
Deutsche Kinemathek, février 2014

La Deutsche Kinemathek a été officiellement ouverte le 1er février 1963. Sa fondation s'est basée sur deux collections achetées par le Sénat de Berlin, dont l'État de Berlin a confié la conservation à la nouvelle association. Tout d'abord, la vaste collection du réalisateur Gerhard Lamprecht, qui comprenait un large catalogue de films, documents, matériaux et équipements techniques cinématographiques, et la Collection Albert Fidelius, qui avait rassemblé des courts métrages, des actualités et des avant-premières de 1933. Gerhard Lamprecht est devenu le premier directeur de l'association. Dès sa fondation, la création d'un musée du film, avec le soutien financier du gouvernement fédéral et de l'État de Berlin, était annoncée comme l'objectif de l'association.
Après un hébergement temporaire dans différents lieux à Berlin et la mutation de l'association en une fondation de droit public le 1er février 1971, la Deutsche Kinemathek s'installe au Deutschlandhaus du 1, Pommernallee en 1971, où se trouve l'Académie allemande du film et de la télévision depuis 1966.
Grâce à des achats, des échanges et des dons, la fondation a apporté l'une des plus importantes collections d'histoire du cinéma d'Europe. À ce titre, elle participe à l'échange national et international de copies de films et de savoir-faire,  en rejoignant la Fédération Internationale des Archives du Film (FIAF) en 1965 et la Deutschen Kinemathekenverbund à partir de 1979.
Avec le déménagement au Filmhaus de la Potsdamer Platz, la Deutsche Kinemathek a ouvert le Filmmuseum de Berlin en septembre 2000, avec l'exposition Télévisions qui lui était rattachée en 2006. Il a été renommé Deutsche Kinemathek - Musée du film et de la télévision .

## Mission et organisation
La Fondation Deutsche Kinemathek s'est donné pour mission de traiter de l'histoire du cinéma et de la télévision. Il se dédie à la collecte et à la conservation de matériel cinématographique précieux, illustrant l'histoire du cinéma, et promeut la transmission du patrimoine audiovisuel avec ses propres expositions, programmes éducatifs, séries de films et autres événements. Les films des fonds d'archives de la Deutsche Kinemathek sont distribués à des fins non commerciales. En tant que distributeur, la cinemathèque supervise également les productions de l'académie allemande du film et de la télévision (DFFB). Depuis 1977, la cinémathèque est également responsable des rétrospectives historiques du film au Festival international du film de Berlin .
La Fondation cinématographique allemande emploie actuellement une soixantaine de personnes. Après la mort de son directeur de longue date Heinz Rathsack, l'historien du cinéma Hans Helmut Prinzler a repris la direction de la cinémathèque en 1990. En 2006, Rainer Rother a été nommé directeur artistique. Paul Klimpel a occupé le poste de directeur administratif jusqu'en mars 2012, suivi de Maximilian Müllner de 2012 à 2017. Florian Bolenius est le directeur administratif depuis août 2017 et forme avec Rainer Rother le conseil d'administration du Deutsche Kinemathek - Museum for Film and Television.

## Publications
La Deutsche Kinemathek diffuse également des publications - en particulier sur le film allemand et son histoire - y compris les revues spécialisées Recherche Film und Fernsehen et FilmExil (abandonnées). En outre, elle publie la série de publications FilmHefte et, avec CineGraph, le Film-Kurier-Index, la série de livres FILMtext et les brochures FilmMaterialien. En 2010, Metropolis de Fritz Lang est publié avec plus de 600 illustrations.

## Archives de films
L'archivage et la restauration de films relatifs à l'histoire du cinéma font partie des tâches principales de la Deutsche Kinemathek. Avec environ 26 000 titres, les archives cinématographiques comprennent un vaste inventaire de films muets et sonores allemands et internationaux dans une grande variété de formats, de genres et de styles. Plusieurs films peuvent être visualisés. Une partie du stock de films est consacrée aux films expérimentaux et documentaires. En outre, les archives cinématographiques contiennent des films issus des signataires du Manifeste d'Oberhausen de 1962, ainsi que de la collection du DFFB, qui comprend les films politiques de toute première génération ainsi que les films de l'école de Berlin .

## Collections
Au cours de leur production, les films laissent derrière eux des matériaux de toutes sortes, tels que des sculptures et modèles tridimensionnels, des textiles, du matériel technique cinématographique, des documents sonores, des photographies y compris des scènes, des portraits et des photos de travail, mais aussi des documents écrits tels que des ébauches, des contrats, des affiches, des programmes de films, des cartes d'enregistrement, des documents de censure, matériel filmographique et biographique, informations publicitaires, billets et critiques. La Deutsche Kinemathek abrite environ un million de ces documents pertinents pour l'histoire du cinéma dans ses collections. Les collections se concentrent sur les documents d'exil du cinéma allemand, qui retracent le travail des cinéastes allemands durant l'émigration et sont considérés comme la collection internationale la plus étendue suivant ce point de vue. Les collections de légendes du cinéma importantes telles que FW Murnau, GW Pabst, Marlene Dietrich, Ken Adam ou Bernd Eichinger offrent également une vision approfondie de biographies individuelles, de l'histoire culturelle, contemporaine et de la production. Un axe particulier de la collection rassemble des documents relatifs à l'architecture d'un film. Les bases de données facilitent les recherches documentaires. Certaines collections, dont les archives de l'influent scénographe Ken Adam et les archives de la Deutschen Film und Fersehenacademie Berlin (DFFB) sont désormais accessibles en ligne.

## Bibliothèque
La cinémathèque comprend également l'une des plus grandes bibliothèques scientifiques spécialisées sur le cinéma et la télévision en Allemagne. La collection comprend l'histoire du cinéma et de la télévision, y compris les périodes pionnières, la théorie du cinéma et de la télévision, la documentation sur les individus et les films ainsi que l'industrie du cinéma et de la télévision, et la technologie. Près de 48 000 livres et environ 3800 titres de magazines sont disponibles, dont 180 abonnements. Des bases de données filmographiques et bibliographiques ainsi que 1 500 DVD peuvent être utilisés sur place. Il existe également de vastes collections spéciales, y compris du matériel de festival, des programmes de cinéma et des catalogues de location.

## Expositions spéciales
- 2018-2019 : Zwischen den Filmen – Eine Fotogeschichte der Berlinale
- 2017-2018 : Die Ufa. Geschichte einer Marke
- 2017 : Robby Müller – Master of Light
- 2014 : Licht und Schatten. Am Filmset der Weimarer Republik. Begleitband.
- 2014 : The Unseen Seen. Film im neuen Licht.
- 2013 : Bernd Eichinger – … alles Kino.
- 2013 : Martin Scorsese.
- 2012 : 40 Jahre Sesamstraße. Zu Gast im Museum für Film und Fernsehen
- 2012 : Helden. Eine Ausstellung für Kinder von 4 bis 14 Jahren
- 2011 : Am Set. Paris – Babelsberg – Hollywood, 1910 bis 1930
- 2011 : Am Set. Berlin – Babelsberg, heute
- 2011 : Zwischen Film und Kunst. Storyboards von Hitchcock bis Spielberg
- 2011 : Experimentelles Fernsehen der 1960er und '70er Jahre
- 2011 : Ingmar Bergman. Von Lüge und Wahrheit
- 2010 : Das Nossendorf-Projekt. Eine Installation von Hans Jürgen Syberberg
- 2010 : Im Dschungel. Eine Ausstellung für Kinder von 4 bis 14 Jahren
- 2010 : The Complete Metropolis
- 2009 : Romy Schneider. Wien – Berlin – Paris
- 2009 : Casting a Shadow. Alfred Hitchcock und seine Werkstatt
- 2009 : Wir waren so frei … Momentaufnahmen 1989/1990
- 2008 : Wasserwelten. Eine Ausstellung für Kinder von 4 bis 14 Jahren
- 2008 : Loriot. Eine Hommage zum 85. Geburtstag
- 2007 : film.geschichte: Wenn ich Sonntags in mein Kino geh
- 2007 : film.kunst: Ulrike Ottinger
- 2007 : Auf heißen Spuren … Meisterdetektive im Museum. Eine Ausstellung für Kinder von 4 bis 14 Jahren
- 2007 : Filmkostüme! Das Unternehmen Theaterkunst
- 2006 : Kino im Kopf. Psychologie und Film seit Sigmund Freud
- 2006 : Michael Jary. Präsentation des Nachlasses
- 2006 : Tor! Fußball und Fernsehen
- 2005 : Hildegard Knef. Eine Künstlerin aus Deutschland. Sonderausstellung zum 80. Geburtstag
- 2005 : Volker Noth. Plakate 1977 bis 2005
- 2005 : Marika Rökk (1913–2004). Präsentation des Nachlasses
- 2005 : Henry Koster. Präsentation der Sammlung Henry Koster im Foyer
- 2005 : Bewegte Räume. Production Design + Film
- 2004 : Die Kommissarinnen
- 2004 : Vom aufrechten Gang. 30 Jahre Basis-Filmverleih Berlin
- 2004 : Dem Licht bei der Arbeit zusehen. Helmut Herbst fotografiert Freunde und Kollegen 1964 bis 1990
- 2004 : Lauras Stern. Ausstellung zum Zeichentrickfilm
- 2004 : Flügelschlag – Engel im Film
- 2003 : Die Welt des Hardy Krüger. Eine Hommage
- 2003 : Wo Filmkarrieren beginnen. 40 Jahre Das kleine Fernsehspiel im ZDF
- 2003 : Götterdämmerung. Luchino Visconti's deutsche Trilogie
- 2003 : Oscars in Animation
- 2003 : Hirschfeld’s Hollywood
- 2003 : Friedrich Wilhelm Murnau. Ein Melancholiker des Films
- 2002 : Fernsehen macht glücklich
- 2002 : Hildegard Knef. Einblicke in den Nachlass
- 2002 : Jeder für sich und Gott gegen alle. Der Regisseur Werner Herzog
- 2002 : Ein guter Freund. Heinz Rühmann zum 100. Geburtstag
- 2002 : Berlin – Sinfonie einer Großstadt
- 2001 : Michael Ballhaus. Director of Photography
- 2001 : Forever Young. Marlene Dietrich zum 100. Geburtstag
- 2001 : Mathias Bothor, Joachim Gern. Porträtfotografie
- 2001 : www.starometer.de. Internetseite und Ausstellungslounge
- 2001 : Bilder / Stories / Filme. Der Produzent Joachim von Vietinghoff
- 2001 : Fritz Lang
- 2001 : Andreas Neubauer: Fotografien